# Brian Laurence Burtt
Brian Laurence Burtt, född den 27 augusti 1913 i Claygate, Surrey, död den 30 maj 2008 i Edinburgh, var en brittisk botaniker och taxonom som främst bidrog inom familjen gloxiniaväxter. 
Burtt, vars karriär varade i 74 år, arbetade först vid Royal Botanic Gardens, Kew och därefter vid Royal Botanic Garden Edinburgh. Han gjorde många resor till Sydafrika och Sarawak och beskrev 637 nya arter, det stora flertalet inom gloxiniaväxter.
Auktorsnamnet B.L.Burtt kan användas för Brian Laurence Burtt i samband med ett vetenskapligt namn inom botaniken; se Wikipediaartiklar som länkar till auktorsnamnet.